# Asynapta rufomaculata
Asynapta rufomaculata är en tvåvingeart som beskrevs av Panelius 1965. Asynapta rufomaculata ingår i släktet Asynapta och familjen gallmyggor.
Artens utbredningsområde är Finland. Inga underarter finns listade i Catalogue of Life.